# Museum (manga)
Pour les articles homonymes, voir Muséum.
Autre
Museum ou Museum, Killing in the Rain (ミュージアム, Myūjiamu, littéralement « Le tueur est en train de rire sous la pluie ») est un manga de Ryosuke Tomoe, prépublié dans le magazine Young Magazine de l'éditeur Kōdansha entre juillet 2013 et janvier 2014, et édité en trois volumes au Japon entre 6 novembre 2013 et 4 avril 2014.
En France, cette œuvre est publiée en trois albums aux éditions Pika dans la collection « Pika Seinen » entre le 12 avril 2017 et le 18 octobre 2017, ainsi que deux intégrales aux mêmes éditions dans la collection « Pika Graphic » entre le 17 mai 2017 et le 18 octobre 2017.

## Description

### Synopsis
Le lieutenant Hisashi Sawamura, très marqué par la séparation de sa femme et de son enfant, enquête sur un horrible meurtre découvert depuis peu : une jeune femme enchaînée et livrée aux chiens affamés. Quelques jours plus tard, un tueur en série au visage caché d’un masque de grenouille enlève un jeune homme passionné de jeux vidéo dans l’intention de lui découper lentement…

### Personnages
Le lieutenant Hisashi Sawamura
Le sergent Junichi Nishino
Kozo Sekiro

## Postérité
Critiques
Aurélien Pigeat d’Actua BD jure, par lui-même, que la série « reste néanmoins l’impression de voir une adaptation, pour ne pas dire un pur décalque, du film culte de David Fincher Seven. […] Cette impression de déjà-vu limite en partie l’impact d’un titre au demeurant très séduisant et dont on attend la suite avec intérêt ». Gwenaël Jacquet de BDZoom souligne qu’« avec ce polar digne des meilleurs films noirs, Ryôsuke Tomoe rentre par la grande porte dans la catégorie des auteurs qui comptent ». Rémi I. de Bodoï avoue que, « pour une première série longue, Ryôsuke Tomoe s’en sort honorablement. Si son manga n’est pas inoubliable ou vraiment original, il sait faire monter la pression et retenir l’attention ».

## Liste des volumes et chapitres
| no | Japonais        | Japonais          | Français        | Français          |
| no | Date de sortie  | ISBN              | Date de sortie  | ISBN              |
| --- | --------------- | ----------------- | --------------- | ----------------- |
| 1 | 6 novembre 2013 | 978-4-06-382376-9 | 12 avril 2017   | 978-2-8116-1989-3 |
| Liste des chapitres : - Chapitre 1 : La Sanction de la pâtée pour chien (ドッグフードの刑, ?) - Chapitre 2 : La Sanction pour comprendre la souffrance de sa mère (母の痛みを知りましょうの刑, ?) - Chapitre 3 : Point commun (共通点, ?) - Chapitre 4 : La Sanction de l'amour partagé (均等の愛の刑, ?) - Chapitre 5 : La Sanction de la beauté éternelle (ずっと美しくの刑, ?) - Chapitre 6 : Petit ami (交際相手, ?) - Chapitre 7 : La Sanction du poisson porc-épic (針千本のーますの刑, ?) - Chapitre 8 : La Même Odeur (同じニオイ, ?) - Chapitre 9 : Créateur (表現者, ?) |                 |                   |                 |                   |
| 2 | 6 janvier 2014  | 978-4-06-382404-9 | 5 juillet 2017  | 978-2-8116-3531-2 |
| Liste des chapitres : - Chapitre 10 : Cachotteries (隠し事, ?) - Chapitre 11 : L'Étoile rouge (赤い星, ?) - Chapitre 12 : Suspect potentiel (該当者, ?) - Chapitre 13 : Vieille Maison (古い屋敷, ?) - Chapitre 14 : Suite royale (スウィートルーム, ?) - Chapitre 15 : Puzzle (パズル, ?) - Chapitre 16 : Mot de passe (パスワード, ?) - Chapitre 17 : Souvenirs (追憶, ?) - Chapitre 18 : Alphabet (アルファベット, ?) |                 |                   |                 |                   |
| 3 | 4 avril 2014    | 978-4-06-382455-1 | 18 octobre 2017 | 978-2-8116-3532-9 |
| Liste des chapitres : - Chapitre 19 : Camouflage (擬装, ?) - Chapitre 20 : Nausée (嘔吐, ?) - Chapitre 21 : La Sanction de la visite de travail (お仕事見学の刑, ?) - Chapitre 22 : Dos (背中, ?) - Chapitre 23 : Ending (エンディング, ?) |                 |                   |                 |                   |

## Adaptation cinématographique
Cette œuvre est adaptée en film sous le même titre coécrit et réalisé par Keishi Ōtomo, sélectionné dans la catégorie « Midnight Passion » et présenté en avant-première mondiale le 8 octobre 2016 au Festival international du film de Busan en Corée du Sud.